# The Office (sèrie de televisió de 2005)
The Office és una sèrie de televisió estatunidenca de comèdia que pertany al gènere del fals documental (mockumentary). El seu argument gira al voltant del dia a dia dels treballadors de la branca d'Scranton (Pennsilvània) de Dunder Mifflin, una empresa de paper fictícia. La sèrie fou emesa per la cadena NBC entre el 24 de març del 2005 i el 16 de maig de 2013, amb un total de nou temporades. És protagonitzada per Steve Carrell, Rainn Wilson, John Krasinski i Jenna Fischer, entre d'altres.
La sèrie és una adaptació de la sèrie britànica del mateix nom emesa per BBC Two el 9 de juliol del 2001 i protagonitzada per Ricky Gervais. L'encarregat de l'adaptació fou Greg Daniels, productor executiu de la sèrie i conegut guionista, director i productor estatunidenc que també ha treballat en altres programes, com Saturday Night Live o Els Simpson. Com en el cas de l'original, la versió nord-americana es va gravar amb una única càmera, sense públic a l'estudi ni rialles enllaunades per tal de simular l'aparença d'un documental verdader. Juntament amb Daniels, els productors executius originals eren Gervais i Stephen Merchant, creadors de la sèrie original britànica. La sèrie està coproduïda per Deedle-Dee Productions (una companyia de Greg Daniels) i Reveille Productions, en col·laboració amb NBC Universal Television.
La primera temporada de The Office va rebre crítiques mixtes, però les següents temporades —especialment aquelles on apareixia Carell— van rebre nombrosos elogis dels crítics de televisió, a mesura que els personatges, contingut, estructura i to divergien considerablement de la versió britànica. Aquestes temporades s'han inclòs en llistes de millors sèries de diversos crítics televisius, i van guanyar diversos premis, com un premi Peabody el 2006, dos premis del Sindicat d'Actors de Cinema, un Globus d'Or per l'actuació de Carell, i quatre premis Primetime Emmy, un dels quals com a millor sèrie de comèdia l'any 2006. Les darreres temporades es van criticar per una caiguda de la qualitat, culpant-ne la marxa de Carell a la setena temporada com un dels motius; tanmateix, l'última temporada va rebre crítiques generalment favorables. El capítol final de The Office, que es va estrenar el 16 de maig de 2013, fou vist per uns 5,69 milions d'espectadors.

## Personatges
Personatges de la sèrie:
- Michael Scott (Steve Carell): és el responsable regional de la sucursal Scranton de Dunder Mifflin. Està basat en una bona part de David Brent, el personatge de Gervais de la sèrie britànica. Es caracteritza per ser un home ben intencionat que en els seus intents de fer-se el graciós, tot i no fer-ho amb mala intenció, sovint ofèn i molesta als seus companys i empleats.
- Dwight Schrute (Rainn Wilson): és el representant de les vendes de l'oficina. És la mà dreta del Michael. És una persona treballadora que malgrat utilitzar mètodes de vegades extrems, sempre es preocupa per aconseguir una millor productivitat de l'oficina. És el propietari de les granges Schrute, la qual està centrada en la venda de remolatxes.
- Jim Halpert (John Krasinski): és un dels principals venedors de l'oficina. Està enamorat de la Pam, la que en un inici era la secretària de l'oficina. Una de les seves aficions és realitzar diverses bromes al Dwight.
- Pam Beesly (Jenna Fischer): va començar com la recepcionista de l'oficina i s'acaba convertint en una representant de vendes. De vegades col·labora amb el Jim per fer males passades al Dwight.
- Ryan Howard (B. J. Novak): becari de l'oficina. Sempre que pot intenta portar a terme diverses idees per innovar l'empresa, però moltes vegades no surten tal com volia. Manté una relació complicada amb la Kelly.

## Rodatge
The Office va ser filmada amb una configuració d'una sola càmera en cinéma vérité que permet l'aparença d'un documental real, sense auditori en l'estudi ni riure,  fent que el seu humor «inexpressiu» i «absurd» es visualitzi. El principal mitjà és un equip de càmera que ha decidit filmar a Dunder Mifflin i els seus empleats durant tot el dia. La presència de la càmera és reconeguda pels personatges, especialment Michael Scott, qui participa amb entusiasme en el rodatge. Els personatges, especialment Jim i Pam, també miren cap a la càmera quan Michael crea una situació incòmoda. L'acció principal es complementa amb entrevistes amb el «confessionaris» en els quals els personatges parlen un a un amb l'equip de la camera sobre els esdeveniments del dia. L'actor John Krasinski va filmar les imatges de Scranton per als crèdits d'obertura després de descobrir que va ser triat per a interpretar a Jim. Va visitar Scranton per a investigar i va entrevistar empleats en companyies de paper reals.
Per a fer-se una idea d'un documental real, els productors van contractar el director de fotografia Randall Einhorn,  conegut per dirigir episodis de Survivor, la qual cosa li va permetre a la sèrie tenir la sensació de «brusc i nerviós» com un documental real. Segons el productor Michael Schur, els productors de la sèrie seguirien estrictament el format del documental. Els productors tindrien llargues discussions sobre si una escena podria funcionar sota el format de documental. Per exemple, en l'episodi de quarta temporada «Did I Stutter?». Una escena mostrava a Michael passant per un llarg procés per a anar al bany i no passar per Stanley. Els productors van debatre si això era possible i Einhorn va recórrer tota l'escena per a veure si un càmera podia arribar a tots els llocs a temps per a filmar tota l'escena. Malgrat la naturalesa estricta en els primers anys de la sèrie, les temporades posteriors semblen haver afluixat les regles del format, amb l'equip de càmera anant sovint a llocs que els equips de documentals no volien, la qual cosa també va canviar l'escriptura i l'estil de comèdia de la sèrie. Aquesta inconsistència ha rebut crítiques de crítics i fanàtics.

## Impacte cultural

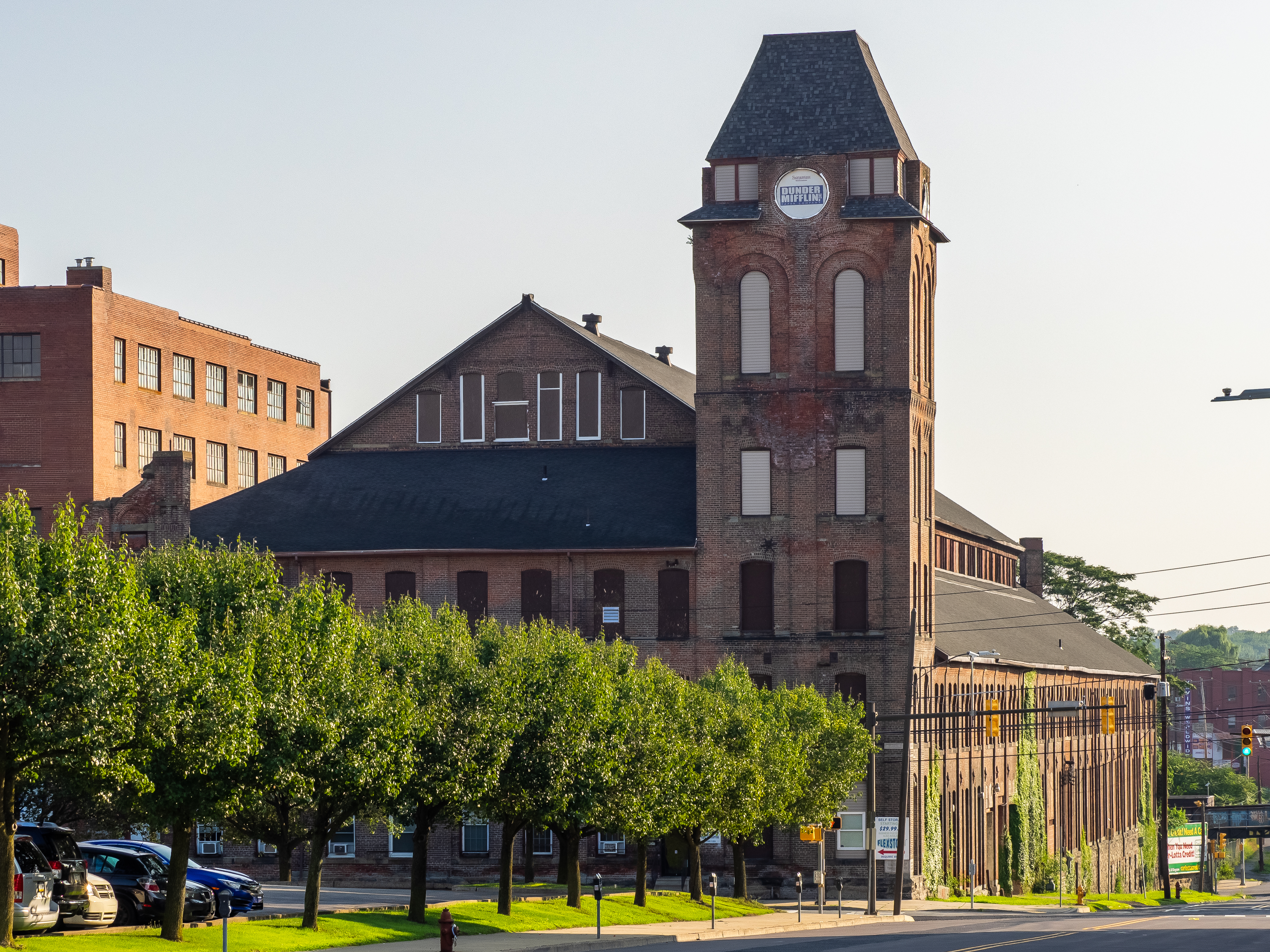
S'ha afegit el logotip de Dunder Mifflin al Penn Paper Building de Scranton.

La ciutat de Scranton (Pennsilvània), coneguda des de fa molt de temps principalment pel seu passat industrial com a centre miner de carbó i ferroviari, va abraçar el programa, amb l'assistent de l'alcalde declarant que "estem realment de moda". El logotip de Dunder Mifflin es pot trobar en un cartell de fanal davant de l'ajuntament de Scranton, així com en el pont de vianants a centre comercial a Steamtown. La Pennsylvania Paper & Supply Company, la torre es mostra en els crèdits d'obertura, planeja afegir-la a la torre també. Els diaris en altres ciutats de Nord-est han publicat guies de viatge a llocs de Scranton per a turistes interessats a visitar llocs esmentats en el programa. Fora dels Estats Units, Scranton també s'ha identificat amb el programa. En un discurs del Dia de Sant Patrici de 2008 en el seu suburbi de Dickson City, l'ex Taoiseach (primer ministre irlandès) Bertie Ahern va identificar la ciutat com la llar de Dunder Mifflin.
La convenció inaugural de The Office es va celebrar al centre de la ciutat a l'octubre de 2007. Entre els llocs destacats de l'espectacle que van servir de seu s'inclouen la Universitat de Scranton, Radisson Lackawanna Station Hotel i el Mall at Steamtown. Les aparicions en l'elenc van ser fetes per B.J. Novak, Ed Helms, Oscar Núñez, Angela Kinsey, Brian Baumgartner, Leslie David Baker, Mindy Kaling, Craig Robinson, Melora Hardin, Phyllis Smith, Credo Bratton, Kate Flannery, Bobby Ray Shafer i Andy Buckley. Les aparicions de guionistes, a més de Novak i Kaling, van ser fetes per Greg Daniels, Michael Schur, Jennifer Celotta, Lee Eisenberg, Gene Stupnitsky, Justin Spitzer, Anthony Ferrell, Ryan Koh, Lester Lewis i Jason Kessler. No van estar presents l'escriptor i actor Paul Lieberstein (que originalment anava a fer una aparició), Steve Carell, John Krasinski, Rainn Wilson i Jenna Fischer.
En un episodi de The Daily Show, el candidat presidencial republicà John McCain, que suposadament és un devot fanàtic de la sèrie, li va dir de broma a Jon Stewart que podria prendre a Dwight Schrute com el seu company de fórmula. Rainn Wilson més tard acceptar en nom de Dwight Schrute mentre estava a The Tonight Show amb Jay Leno. Després de la transmissió de "Garage Sale", el governador de Colorado, John Hickenlooper, va emetre un comunicat de premsa que designa Michael Scott per al lloc de director de Distribució de Paper en el Departament de Recursos Naturals.
El grup Relient K sovint ret homenatge a la sèrie. El membre de la banda Matt Thiessen és un fanàtic de The Office i, durant els concerts, sovint interpreta una "cançó d'amor" sobre la sèrie, titulada "The Ballad of Dunder Mifflin", i a continuació toca el tema d'obertura del programa.

## Premis i nominacions
La sèrie va rebre 42 nominacions als premis Primetime Emmy, amb cinc victòries i va guanyar el premi a la millor sèrie de comèdia per la segona temporada, el premi al millor guió d'una sèrie de comèdia (Greg Daniels per "Gay Witch Hunt"), el premi a la millor direcció d'una sèrie de comèdia (Jeffrey Blitz per "Stress Relief") i el premi a la millor edició d'imatge amb una sola càmera per a una sèrie de comèdia (David Rogers i Claire Scanlon per "Finale"). Molts membres del repartiment i de l'equip han expressat el seu enuig pel fet que Carell no rebés un premi Emmy per la seva actuació a la sèrie. Tot i això, Carell va guanyar un Globus d'Or al millor actor en sèrie de televisió musical o còmica el 2006. La sèrie també va ser nomenada la millor sèrie de televisió per l'American Film Institute el 2006 i 2008, va guanyar dos premis del Sindicat d'Actors de Cinema a la millor interpretació d'un conjunt en una sèrie de comèdia el 2006 i 2007 i va guanyar un premi Peabody el 2006.